# Tilapia ruweti
Tilapia ruweti es una especie de peces de la familia Cichlidae en el orden de los Perciformes.

## Morfología
Los machos pueden llegar alcanzar los 10,4 cm de longitud total.

## Distribución geográfica
Se encuentran en África: ríos  Congo y  Zambeze. También en el delta del río Okavango Zimbabue.